# 巴尔泰讷
巴尔泰讷（法語：Barretaine，法語發音：[baʁtɛn]）是法国汝拉省的一个市镇，属于隆斯勒索涅区。

## 地理
巴尔泰讷（46°49'12"N, 5°42'34"E）面积9.23 平方千米，位于法国勃艮第-弗朗什-孔泰大區汝拉省，该省份为法国东部内陆省份，北起上索恩省，西北接科多尔省，西临索恩-卢瓦尔省，南至安省，东与杜省和瑞士接壤。
与巴尔泰讷接壤的市镇（或旧市镇、城区）包括：绍瑟南、勒菲耶、普拉讷。

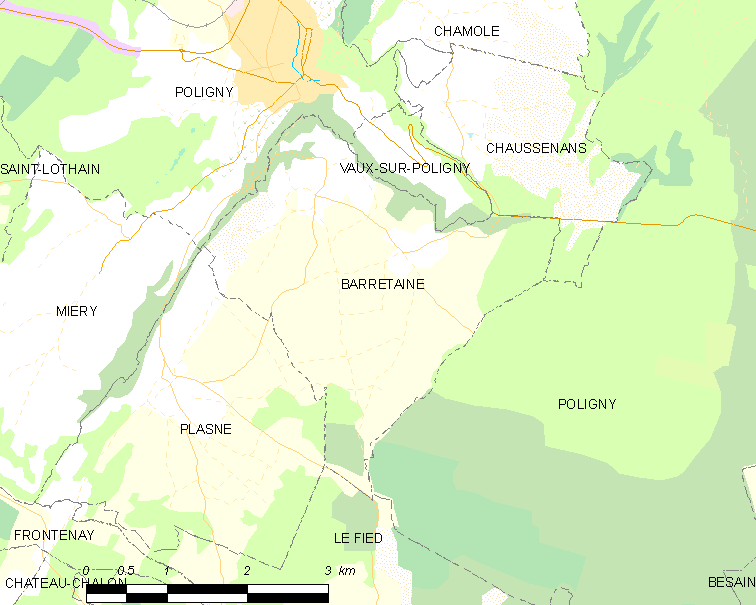
巴尔泰讷的OSM定位图

巴尔泰讷的时区为UTC+01:00、UTC+02:00（夏令时）。

## 行政
巴尔泰讷的邮政编码为39800，INSEE市镇编码为39040。

## 政治
巴尔泰讷所属的省级选区为布莱特朗县。

## 人口

1962-2008年间巴尔泰讷人口变化图示

巴尔泰讷于2022年1月1日时的人口数量为192人。